# Ronde van Denemarken 2021
De 30e editie van de Ronde van Denemarken vond in 2021 plaats van 10 tot 14 augustus. Hij startte in Struer en eindigde in Frederiksberg en maakte deel uit van de UCI ProSeries 2021. In 2020 werd er geen wedstrijd georganiseerd door de coronacrisis.

## Deelnemende ploegen
| WorldTour             | ProTeam                   | Continentaal              | Nationaal  |
| --------------------- | ------------------------- | ------------------------- | ---------- |
| Deceuninck–Quick-Step | Bardiani-CSF-Faizanè      | BHS-PL Beton Bornholm     | Denemarken |
| Lotto Soudal          | Bingoal Pauwels Sauces WB | HRE Mazowsze Serce Polski |            |
| Team DSM              | Rally Cycling             | Riwal Cycling Team        |            |
| Jumbo-Visma           | Sport Vlaanderen-Baloise  | ColoQuick                 |            |
| Team Qhubeka NextHash | Team Novo Nordisk         | Restaurant Suri-Carl Ras  |            |
| Trek-Segafredo        | Uno-X Pro Cycling Team    |                           |            |
|                       | Vini Zabù-KTM             |                           |            |

## Etappe-overzicht
| etappe | datum       | start         | finish        | type                | afstand | winnaar           | klassementsleider |
| ------ | ----------- | ------------- | ------------- | ------------------- | ------- | ----------------- | ----------------- |
| 1e     | 10 augustus | Struer        | Esbjerg       | Vlakke rit          | 175,3   | Dylan Groenewegen | Dylan Groenewegen |
| 2e     | 11 augustus | Ribe          | Sønderborg    | Vlakke rit          | 189,6   | Mads Pedersen     | Dylan Groenewegen |
| 3e     | 12 augustus | Tønder        | Vejle         | Heuvelrit           | 219,2   | Remco Evenepoel   | Remco Evenepoel   |
| 4e     | 13 augustus | Holbæk        | Kalundborg    | Heuvelrit           | 188,4   | Colin Joyce       | Remco Evenepoel   |
| 5e     | 14 augustus | Frederiksberg | Frederiksberg | Individuele tijdrit | 10,8    | Remco Evenepoel   | Remco Evenepoel   |

## Eindklassementen
| Plaats      | Naam                 | Ploeg                 | Tijd      |
| ----------- | -------------------- | --------------------- | --------- |
| Blauwe trui | Remco Evenepoel      | Deceuninck–Quick-Step | 17u19'17" |
| 2           | Mads Pedersen        | Trek-Segafredo        | + 1'42"   |
| 3           | Mike Teunissen       | Jumbo-Visma           | + 2'00"   |
| 4           | Nick van der Lijke   | Riwal Cycling Team    | + 2'14"   |
| 5           | Tosh Van der Sande   | Lotto Soudal          | + 2'30"   |
| 6           | Søren Kragh Andersen | Team DSM              | + 3'46"   |
| 7           | Anthon Charmig       | Uno-X Pro Cycling     | + 3'51"   |
| 8           | Mattias Jensen       | Trek-Segafredo        | + 4'06"   |
| 9           | Julien Bernard       | Trek-Segafredo        | + 4'42"   |
| 10          | Lucas Eriksson       | Riwal Cycling Team    | z.t.      |

| Plaats      | Naam            | Ploeg                 | Punten |
| ----------- | --------------- | --------------------- | ------ |
| Groene trui | Mads Pedersen   | Trek-Segafredo        | 52     |
| 2           | Remco Evenepoel | Deceuninck–Quick-Step | 30     |
| 3           | Giacomo Nizzolo | Qhubeka NextHash      | 29     |
|             |                 |                       |        |
| 4           | Mike Teunissen  | Jumbo-Visma           | 26     |

| Plaats        | Naam                   | Ploeg                    | Punten |
| ------------- | ---------------------- | ------------------------ | ------ |
| Bolletjestrui | Rasmus Bøgh Wallin     | Denemarken               | 40     |
| 2             | Emil Toudal            | BHS-PL Beton Bornholm    | 40     |
| 3             | Frederik Irgens Jensen | BHS-PL Beton Bornholm    | 32     |
|               |                        |                          |        |
| 12            | Aaron Van Poucke       | Sport Vlaanderen-Baloise | 8      |

| Plaats     | Naam            | Ploeg                 | Tijd      |
| ---------- | --------------- | --------------------- | --------- |
| Witte trui | Remco Evenepoel | Deceuninck–Quick-Step | 17u19'17" |
| 2          | Mattias Jensen  | Trek-Segafredo        | +4'06"    |
| 3          | Rick Pluimers   | Jumbo-Visma           | +10'46"   |

| Plaats | Ploeg                 | Tijd      |
| ------ | --------------------- | --------- |
|        | Trek-Segafredo        | 52u08'18" |
| 2      | Deceuninck–Quick-Step | +4'59"    |
| 3      | Jumbo-Visma           | +10'27"   |

1985 · 1986 · 1987 · 1988 · 1989-1994 · 1995 · 1996 · 1997 · 1998 · 1999 · 2000 · 2001 · 2002 · 2003 · 2004 · 2005 · 2006 · 2007 · 2008 · 2009 · 2010 · 2011 · 2012 · 2013 · 2014 · 2015 · 2016 · 2017 · 2018 · 2019 · 2020 · 2021 · 2022 · 2023 · 2024